# Michael Schirmer (Biologe)
Michael Schirmer (* 1944 in Mentin) ist ein deutscher Biologe und war bis zu seinem Ruhestand 2009 Professor und Hochschullehrer im Fachbereich Biologie/Chemie der Universität Bremen.

## Leben
Michael Schirmer studierte von 1966 bis 1972 Hydrobiologie und Fischereiwissenschaft an der Universität Hamburg. Nach seiner Promotion zum Dr. rer. nat. 1976 war er bis zu seinem Ruhestand im Jahr 2009 Hochschullehrer im Fachbereich 2 Biologie/Chemie an der Universität Bremen. Seine Arbeitsfelder umfassten Aquatische Ökologie und Klimafolgenforschung.
Er war von 2004 bis 2023 ehrenamtlicher Deichhauptmann (Verbandsvorsteher) des Bremischen Deichverbandes am rechten Weserufer und Vorstandsmitglied des Wasserverbandstages Bremen/Niedersachsen/Sachsen-Anhalt.

## Arbeit
Schirmer bearbeitet Themen der gewässerbezogenen Ökologie. Seine Arbeitsgruppe Aquatische Ökologie an der Universität Bremen wurde 2006 aufgelöst. Das Spektrum umfasste die klassischen Themen der Limnologie, wie auch den Natur-, Biotop- und Artenschutz, die aquatische Ökotoxikologie und die Bewertung und Renaturierung von Gewässern.
Schwerpunkte der Forschung waren die Folgen des Klimawandels für Landschaft, Gewässer und Gesellschaft im Bereich der Wesermündung und der Nordseeküste, die Funktion von Fischpässen in Fließgewässern und die Sukzession in der Besiedlung neuer oder renaturierter Gewässer.

## Auszeichnungen
Im Jahr 1994 wurde Michael Schirmer der Berninghausenpreis für ausgezeichnete Lehre und ihre Innovation zugesprochen. 2022 wurde ihm das Bundesverdienstkreuz am Bande verliehen.

## Veröffentlichungen (Auswahl)
- Michael Schirmer et al.: Marschengräben – Ökologie und Unterhaltung – Teil 1: Ökologische Grundlagen.- DWA-Regelwerk Merkblatt DWA-M 622-1, Deutsche Vereinigung für Wasserwirtschaft, Abwasser und Abfall e.V., Hennef 2018.
- Michael Schirmer et al.: Marschengräben – Ökologie und Unterhaltung – Teil 2: Ökologisch ausgerichtete Gewässerunterhaltung und aktuelle Entwicklungen.- DWA-Regelwerk Merkblatt DWA-M 622-2, Deutsche Vereinigung für Wasserwirtschaft, Abwasser und Abfall e.V., Hennef 2023
- mit Gerhard Weidemann: Climate changes along the German coast, in: Mossakowski, D. & U. Irmler (Hrsg.): Terrestrial Coastal Ecosystems in Germany and Climate Changes (=Ecological Studies, Vol 245), Springer: Heidelberg 2023
- Küstenschutz bis und nach 2100 in Deutschland und den Niederlanden in: Warnsignal Klima – Extremereignisse; Wissenschaftliche Auswertungen, Hamburg 2018
- Küstenschutz im 21. Jahrhundert. in: Geographische Rundschau Nr. 4, 2016
- mit Bastian Schuchardt (Hrsg.): Land unter? Klimawandel, Küstenschutz und Risikomanagement in Nordwestdeutschland: die Perspektive 2050, Oekom Verlag, München 2007
- mit Bastian Schuchardt (Hrsg.): Klimawandel und Küste: Die Zukunft der Unterweserregion, Springer, Berlin 2005